# 尼伊丘产区
尼伊丘產區（法語：Côtes de Nuits），亦被广泛误译作夜丘產區，是位於法國東部勃艮第地區科多爾省中部至南部的葡萄酒產區。尼伊丘產區北起马尔萨奈拉科特，南至尼伊圣乔治，長度約20公里。尼伊丘產區主要生產紅葡萄酒，白葡萄酒雖然產量較少但品質上佳。

## 名称
“Côtes de Nuits”的“Nuits”来自尼伊圣乔治，与意为“夜晚”的“nuit”无关。其在1173年为Nui，Nui是古法语noe或nou（意为“沼泽草地”）的变体，源自中世纪的拉丁语Nauda，其可能源于具有相同意义的高卢语词；另一关于这个词的起源假设是“noa”，它指的是一个底部为池塘的山谷。

## 外部連結
- The place of the Côte de Nuits （页面存档备份，存于） in the wine geography of Burgundy.
- A more detailed map. Navigate to details of the respective villages.